# Plessisville (paroisse)
Pour les articles homonymes, voir Plessisville.
Plessisville est une ancienne municipalité de paroisse canadienne du Québec située dans la municipalité régionale de comté de L'Érable et dans la région administrative du Centre-du-Québec. Celle-ci enclavait la ville de Plessisville.

## Toponymie
La paroisse est nommée en l'honneur de Joseph-Octave Plessis, évêque de Québec au début du XIXe siècle. Le nom est proposé en 1855 par Charles Trudelle, curé de la paroisse de Saint-Calixte.
Le nom originel de la municipalité est Saint-Calixte-de-Somerset. Le toponyme est changé pour la municipalité de canton de Somerset Sud en 1858. Somerset Sud devient la municipalité de paroisse de Plessisville en 1946, reprenant le nom du village qu'elle enclave alors.

## Histoire

### Premier colon
Jean-Baptiste Lafond, en 1835, est le premier à s'installer dans le secteur de Plessisville.

### Chronologie
Le 1er janvier 2024 la municipalité fusionne avec la ville de Plessisville

## Géographie
La paroisse de Plessisville était située dans la municipalité régionale de comté de L'Érable et dans la région administrative du Centre-du-Québec. Celle-ci enclavait la ville de Plessisville.
Les localités de la paroisse de Plessisville sont le secteur Domaine-Somerset, le hameau de Kelly et quelques secteurs en périphérie immédiate de la ville de Plessisville.

### Démographie
| 1871  | 1881  | 1891  | 1901 | 1911 |
| ----- | ----- | ----- | ---- | ---- |
| 1 682 | 1 449 | 1 482 | 993  | 923  |

| 1921  | 1931  | 1941  | 1951  | 1956  |
| ----- | ----- | ----- | ----- | ----- |
| 1 062 | 1 098 | 1 158 | 1 242 | 1 485 |

| 1961  | 1966  | 1971  | 1976  | 1981  |
| ----- | ----- | ----- | ----- | ----- |
| 1 635 | 1 863 | 2 108 | 2 320 | 2 635 |

| 1986  | 1991  | 1996  | 2001  | 2006  |
| ----- | ----- | ----- | ----- | ----- |
| 2 723 | 2 691 | 2 728 | 2 671 | 2 557 |

| 2011  | 2016  | - | - | - |
| ----- | ----- | - | - | - |
| 2 678 | 2 653 | - | - | - |

## Administration
Les élections municipales se faisaient en bloc et suivaient un découpage de six districts.
| Plessisville (paroisse) Maires depuis 1855                                                                           |                     |         |          |
| Élection | Maire               | Qualité | Résultat |
| 1855 | Dr Joseph Bettez    |         |          |
| 1856 | Dr Joseph Bettez    |         |          |
| 1857 | Charles Vallée      |         |          |
| 1858 | Modeste Doucet      |         |          |
| 1859 | Modeste Doucet      |         |          |
| 1860 | Antoine Vallée      |         |          |
| 1861 | Antoine Vallée      |         |          |
| 1862 | Grégoire Lafontaine |         |          |
| 1863 | Grégoire Lafontaine |         |          |
| 1864 | Léon Brassard       |         |          |
| 1865 | Léon Brassard       |         |          |
| 1866 | Léon Brassard       |         |          |
| 1867 | Léon Brassard       |         |          |
| 1868 | Onésime Triganne    |         |          |
| 1869 | Onésime Triganne    |         |          |
| 1870 | Noël Beaudet        |         |          |
| 1871 | Noël Beaudet        |         |          |
| 1872 | Noël Beaudet        |         |          |
| 1873 | Noël Beaudet        |         |          |
| 1874 | Noël Beaudet        |         |          |
| 1875 | Noël Beaudet        |         |          |
| 1876 | Noël Beaudet        |         |          |
| 1877 | Joseph Cormier      |         |          |
| 1878 | Grégoire Lafontaine |         |          |
| 1879 | Grégoire Lafontaine |         |          |
| 1880 | Grégoire Lafontaine |         |          |
| 1881 | Grégoire Lafontaine |         |          |
| 1882 | Grégoire Lafontaine |         |          |
| 1883 | Grégoire Lafontaine |         |          |
| 1884 | Zoel Tourigny       |         |          |
| 1885 | Zoel Tourigny       |         |          |
| 1886 | Zoel Tourigny       |         |          |
| 1887 | Zoel Tourigny       |         |          |
| 1888 | Joseph Paradis      |         |          |
| 1889 | Joseph Paradis      |         |          |
| 1890 | Thomas Kelly        |         |          |
| 1891 | Thomas Kelly        |         |          |
| 1892 | Thomas Kelly        |         |          |
| 1893 | Thomas Kelly        |         |          |
| 1894 | Thomas Kelly        |         |          |
| 1895 | Thomas Kelly        |         |          |
| 1896 | Thomas Kelly        |         |          |
| 1897 | Édouard Lafontaine  |         |          |
| 1898 | Charles Chabot      |         |          |
| 1899 | Philippe Bourque    |         |          |
| 1900 | Philippe Bourque    |         |          |
| 1901 | Philippe Bourque    |         |          |
| 1902 | Philippe Bourque    |         |          |
| 1903 | Clovis Tourigny     |         |          |
| 1904 | Clovis Tourigny     |         |          |
| 1905 | Clovis Tourigny     |         |          |
| 1906 | Clovis Tourigny     |         |          |
| 1907 | Clovis Tourigny     |         |          |
| 1908 | Moïse Bellemare     |         |          |
| 1909 | Napoléon Savoie     |         |          |
| 1911 | Noël Provencher     |         |          |
| 1913 | Ludger Tourigny     |         |          |
| 1914 | Eugène Tourigny     |         |          |
| 1917 | Napoléon Savoie     |         |          |
| 1919 | Noël Provencher     |         |          |
| 1921 | Noël Provencher     |         |          |
| 1923 | Noël Provencher     |         |          |
| 1925 | Eudore Jutras       |         |          |
| 1927 | Eudore Jutras       |         |          |
| 1929 | Donat Brassard      |         |          |
| 1931 | Donat Brassard      |         |          |
| 1933 | Eugène Beauchesne   |         |          |
| 1935 | Eugène Beauchesne   |         |          |
| 1937 | Eugène Beauchesne   |         |          |
| 1939 | Eugène Beauchesne   |         |          |
| 1941 | Eugène Beauchesne   |         |          |
| 1943 | Eugène Beauchesne   |         |          |
| 1945 | Omer Brassard       |         |          |
| 1949 | Daniel Garneau      |         |          |
| 1953 | Jules Baril         |         |          |
| 1957 | Roland Vigneault    |         |          |
| 1961 | Gérard Béliveau     |         |          |
| 1965 | Aurèle Brassard     |         |          |
| 1969 | Aurèle Brassard     |         |          |
| 1973 | Jean-Paul Dubois    |         |          |
| 1977 | Jean-Paul Dubois    |         |          |
| 1980 | Jean-Paul Dubois    |         |          |
| 1983 | Jean-Paul Dubois    |         |          |
| 1987 | Robert Bernard      |         |          |
| 1987 | Gérard Dubois       |         |          |
| 1990 | Gérard Dubois       |         |          |
| 1994 | Noel Pellerin       |         |          |
| 1998 | Berthe Marcoux      |         |          |
| 2002 | Berthe Marcoux      | Voir    |          |
| 2005 | Berthe Marcoux      | Voir    |          |
| 2009 | Alain Dubois        |         | Voir     |
| 2013 | Alain Dubois        | Voir    |          |
| 2017 | Alain Dubois        | Voir    |          |
| 2021 | Jean-François Labbé |         | Voir     |
| Élection partielle en italique Depuis 2005, les élections sont simultanées dans toutes les municipalités québécoises |                     |         |          |